# Förbundsdagsvalet i Tyskland 2025
Förbundsdagsvalet i Tyskland 2025 var ett extraval som anordnades 23 februari 2025.  

## Valsystem
Alla tyska medborgare som har fyllt 18 år, och har bott i Tyskland minst tre månader i sträck efter sin fjortonårsdag har automatiskt rösträtt i valet. Någon registrering för att upptas i röstlängden krävs inte. Valbar är alla tyska medborgare över 18 år. Det är möjligt att rösta på plats eller per brev.
Valet till förbundsdagen genomförs med så kallad Mixed-member proportional representation, en valmetod som kombinerar majoritetsval i enmansvalkretsar med proportionella val.
Varje väljare har två röster. Den första rösten (tyska: Erststimme) läggs på en politiker i den valkrets där man bor, den andra rösten (Zweitstimme) läggs på ett parti. Det är andra rösten som avgör hur många mandat varje parti får i Förbundsdagen. Därför är den andra rösten den viktigare rösten.
Mandaten från andrarösten tillsätts från partiernas kandidatlistor, i den ordning som partierna angivit. För att erhålla mandat med hjälp av andraröster krävs dock att partiet fått minst fem procent av rösterna. Undantaget görs för sådana partier som representerar de nationella minoriteterna: sorber, friser, sinti, romer och danskar).
Både första och andra rösten avläggs på samma valsedel, som också ska vikas på ett visst sätt för att de avgivna rösterna inte ska synas när valsedeln läggs i urnan.
2023 genomfördes en större reform av det tyska valsystemet. De så kallade överhängsmandaten slopades, eftersom det på grund av dem kan hända att partier får fler direktmandat genom förstaröster än dess proportionella röstandel av andrarösterna. Antalet ledamöter i Förbundsdagen hade ökat kraftigt efter valen 2017 och 2021 på grund av detta. Efter valet 2021 hade Förbundsdagen 736 ledamöter, vilket gjorde det till det största demokratiskt valda parlamentet i världen. Det bestämmdes att enbart proportionell röstandel av andrarösterna skall avgöra hur många platser partier får i Förbundsdagen. Detta kommer hålla antalet ledamöter Förbundsdagen till 630 stycken. Också Grundmandatsklausel, regeln om att vinnaren av tre valkretsar får komma in i Förbundsdagen oavsett nationellt valresultat, tas bort. Partier får inte längre behålla överhängsplatser; om ett parti vinner överhängsplatser i en delstat, exkluderas dess valkretsvinnare från förbundsdagen i fallande ordning efter deras första röstandel. Dessutom, om ett parti vinner en eller två valkretsar men inte passerar den nationella spärrtröskeln till Förbundsdagen på fem procent – är dessa också uteslutna från parlamentet och inte valda eftersom de har tillräckligt med andraröster. Detta gäller dock inte för oberoende kandidater. Om en oberoende vinner en valkrets är kandidaten fortfarande vald.

## Valresultat
CDU/CSU blev största parti med 28,6 % av rösterna, AfD nästa största med 20,8 % av rösterna och SPD tredje största med 16,5 %. Då de två partierna FDP och BSW  fick under 5 % av rösterna, fick de andra partierna extra många mandat och regeringsalternativet CDU/CSU med 208 och SPD med 120 fick tillsammans fler än de 315 som krävs för majoritet.